# Найак
Найа́к (фр. Nailhac) — коммуна во Франции, находится в регионе Аквитания. Департамент — Дордонь. Входит в состав кантона От-Перигор-Нуар. Округ коммуны — Перигё.
Код INSEE коммуны — 24302.

## География

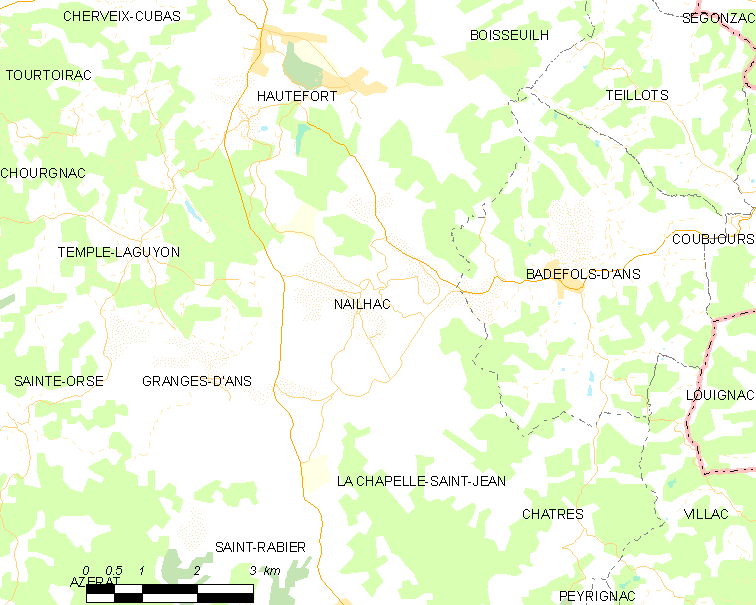
Карта коммуны

Коммуна расположена приблизительно в 420 км к югу от Парижа, в 145 км восточнее Бордо, в 35 км к востоку от Перигё.
На севере коммуны расположено озеро Куку (фр. Coucou).

### Климат
Климат умеренный океанический со средним уровнем осадков, которые выпадают преимущественно зимой. Лето здесь долгое и тёплое, однако также довольно влажное, здесь не бывает регулярных периодов летней засухи. Средняя температура января — 5 °C, июля — 18 °C. Изредка вследствие стечения неблагоприятных погодных условий может наблюдаться непродолжительная засуха или случаются поздние заморозки. Климат меняется очень часто, как в течение сезона, так и год от года.

## Население
Население коммуны на 2010 год составляло 297 человек.
| 1962 | 1968 | 1975 | 1982 | 1990 | 1999 | 2010 |
| ---- | ---- | ---- | ---- | ---- | ---- | ---- |
| 487  | 429  | 378  | 345  | 299  | 281  | 297  |

## Администрация
| Период | Период | Фамилия        | Партия       | Примечания |
| ------ | ------ | -------------- | ------------ | ---------- |
| 2001   | 2008   | Мишель Жоффре  |              | фермер     |
| 2008   | 2020   | Франсис Ометтр | беспартийный | фермер     |

## Экономика
В 2010 году среди 180 человек трудоспособного возраста (15-64 лет) 122 были экономически активными, 58 — неактивными (показатель активности — 67,8 %, в 1999 году было 62,7 %). Из 122 активных жителей работали 112 человек (61 мужчина и 51 женщина), безработных было 10 (4 мужчины и 6 женщин). Среди 58 неактивных 9 человек были учениками или студентами, 30 — пенсионерами, 19 были неактивными по другим причинам.

## Достопримечательности
- Церковь обретения мощей Св. Стефана (XIII век)[5]

## Фотогалерея

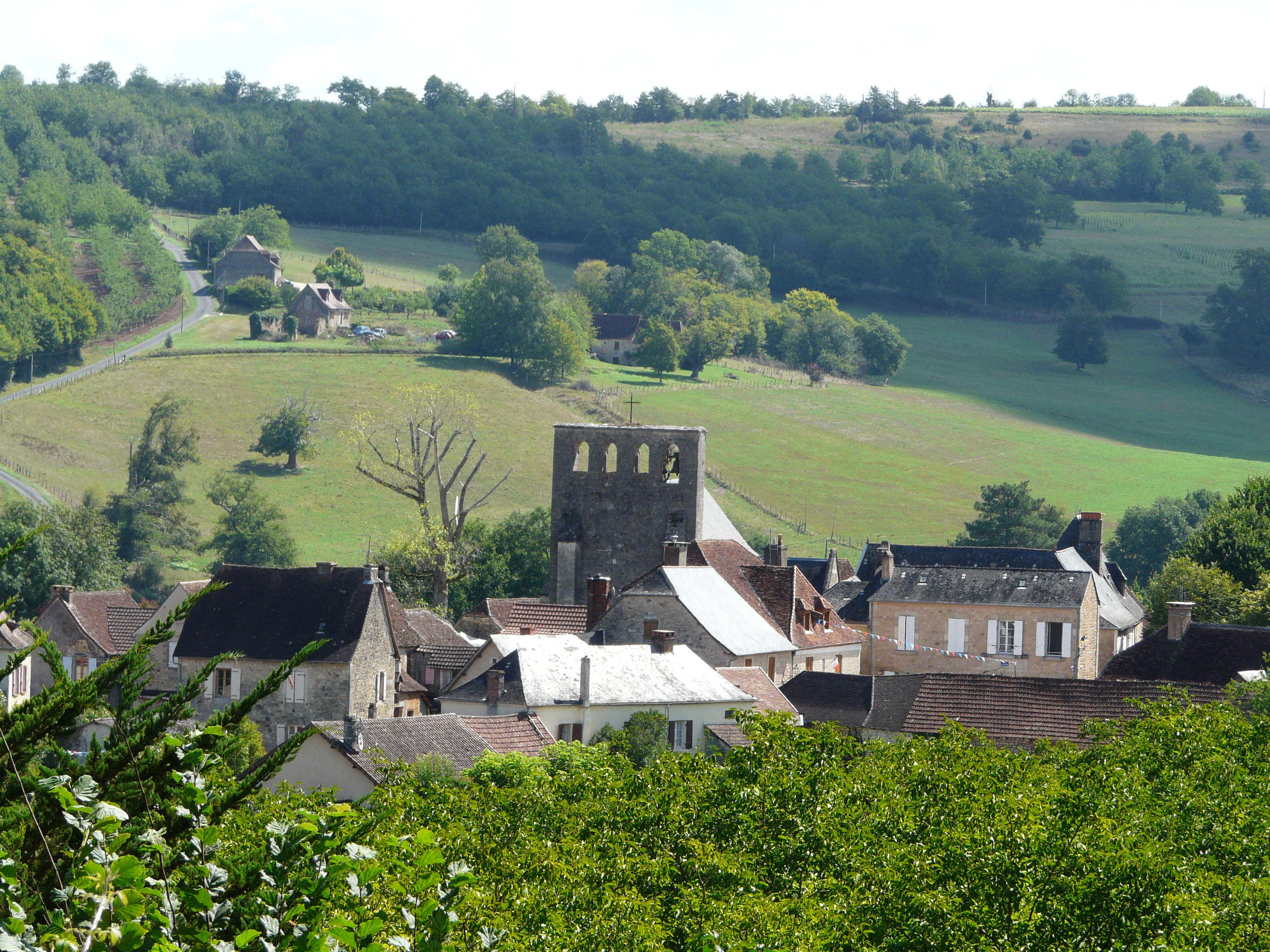
Найак
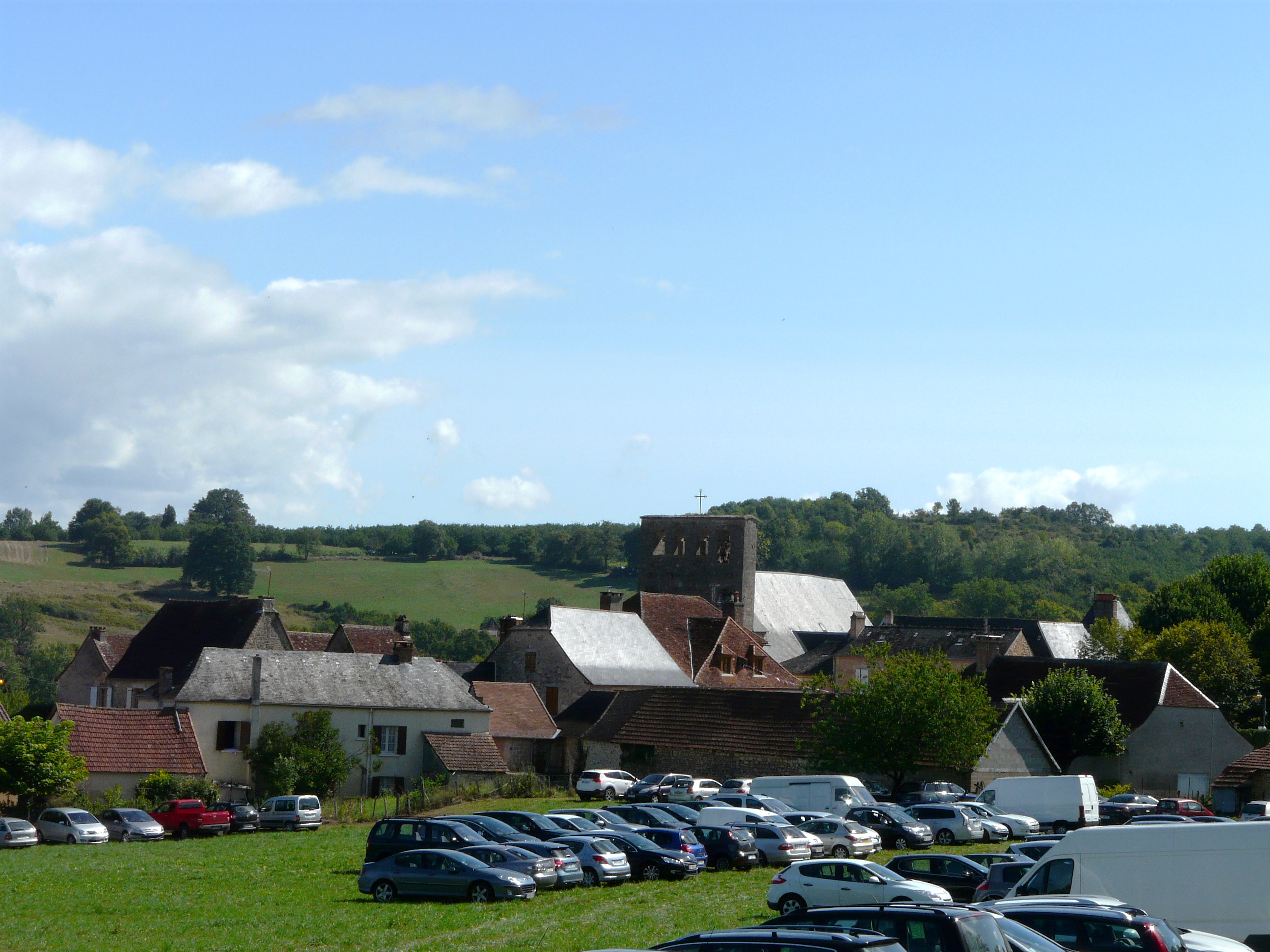
Найак
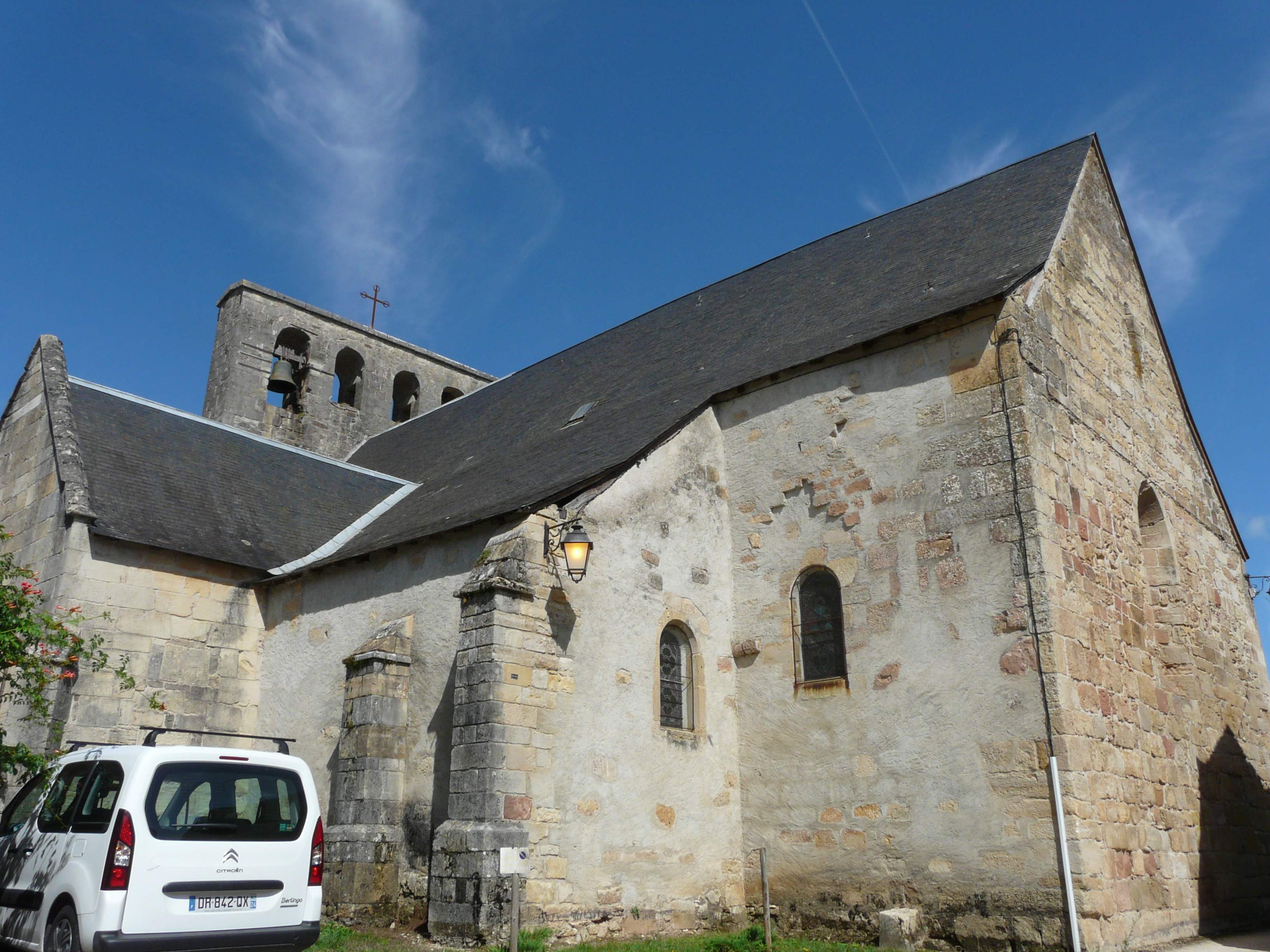
Церковь обретения мощей Св. Стефана
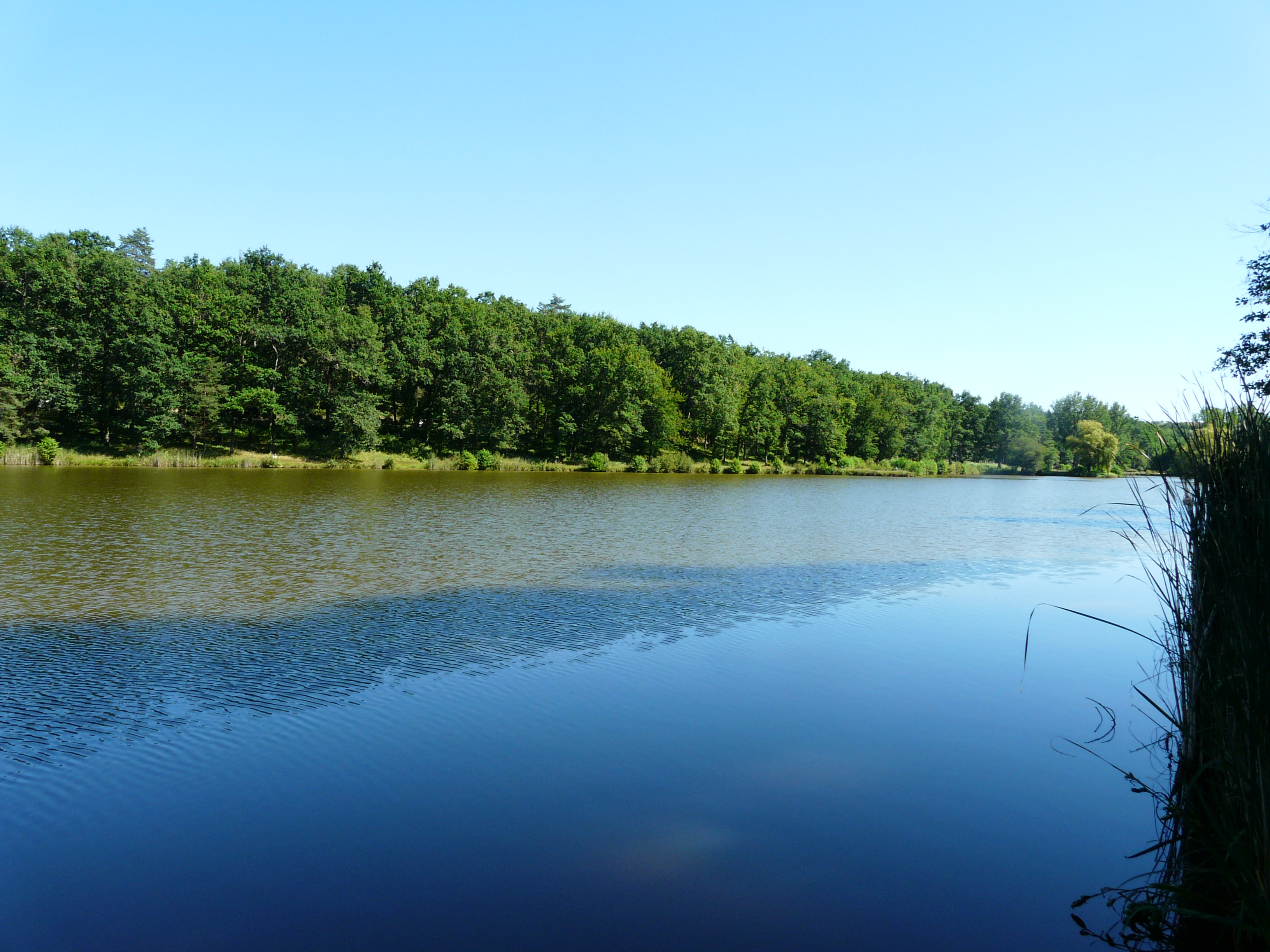
Озеро Куку